# Jong Tae-se
Jong Tae-se ou Jong Dae-se (em coreano: 정대세; Hanja: 鄭大世; em japonês: Chong Tese; Nagoya, 2 de março de 1984) é um ex-futebolista japonês naturalizado norte-coreano que atuava como atacante.
É conhecido na Ásia como Rooney Asiático.

## Carreira em clubes
Esteve de 2006 a 2010 no Kawasaki Frontale, se destacando a nível nacional e mantendo uma boa média de gols por temporada.
Após a Copa do Mundo de 2010, chamou a atenção de diversos clubes e foi contratado pelo alemão Bochum em julho de 2010.
Em 2012, defendeu o 1. FC Köln da Alemanha.
Em 2013 assinou com o Suwon, da Coreia do Sul.
Em 2015 assinou com o Shimizu S-Pulse, de sua terra natal, Japão.
Em 2020 foi emprestado ao Albirex Niigata.
Em 2021 assinou com o Machida Zelvia.
Em novembro de 2022, Jong Tae-se anunciou a sua aposentadoria.

## Seleção
Tae-se poderia ter optado por defender tanto o Japão, onde nasceu, quanto a Coreia do Sul, de onde vieram seus avós. Embora ambas as opções fossem mais convenientes tanto no âmbito esportivo quanto no financeiro, ele preferiu a Coreia do Norte: havia sido educado em uma escola coreana pró-socialista e comoveu-se após ver os norte-coreanos perderem uma partida para os japoneses.
Estreou pelo país de adoção em 2006 e foi um dos principais atores para a classificação dos Chollima para a Copa do Mundo de 2010. Único jogador norte-coreano com alguma badalação, ficou ainda mais conhecido minutos antes da estreia, ao chorar na execução do hino de seu país, antes do jogo contra o Brasil. Curiosamente, ele já tinha alguma ligação com o adversário: Tae-se cresceu ao lado de alguns imigrantes brasileiros no Japão e aprendeu português com eles, chegando inclusive a comunicar-se nesse idioma com a imprensa brasileira: "Se os brasileiros se distraírem, por um segundo que seja, vou marcar um gol neles".
Ele não marcou na Copa e a Coreia do Norte acabaria com o pior desempenho entre as 32 participantes, mas a habilidade acima da média de Tae-se entre os asiáticos  lhe valeu uma transferência para o Bochum, da Alemanha, após o torneio.

## Estatísticas
Atualizado até 24 de Janeiro de 2011.
| Temporada         | Clube             | Liga  | Liga | Copa  | Copa | Copa da Liga | Copa da Liga | Competições continentais | Competições continentais | Total | Total |
| Temporada         | Clube             | Jogos | Gols | Jogos | Gols | Jogos        | Gols         | Jogos                    | Gols                     | Jogos | Gols  |
| ----------------- | ----------------- | ----- | ---- | ----- | ---- | ------------ | ------------ | ------------------------ | ------------------------ | ----- | ----- |
| 2006              | Kawasaki Frontale | 16    | 1    | 2     | 2    | 4            | 0            | -                        | -                        | 22    | 3     |
| 2007              | Kawasaki Frontale | 24    | 12   | 4     | 2    | 5            | 2            | 7                        | 2                        | 40    | 18    |
| 2008              | Kawasaki Frontale | 33    | 14   | 2     | 0    | 4            | 1            | -                        | -                        | 39    | 15    |
| 2009              | Kawasaki Frontale | 29    | 14   | 4     | 3    | 5            | 2            | 9                        | 2                        | 47    | 21    |
| 2010              | Kawasaki Frontale | 10    | 5    | -     | -    | -            | -            | 3                        | 1                        | 13    | 6     |
| 2010–11           | Bochum            | 17    | 9    | 1     | 0    | -            | -            | -                        | -                        | 18    | 9     |
| Total na carreira | Total na carreira | 129   | 54   | 13    | 7    | 18           | 5            | 19                       | 5                        | 179   | 72    |